# Endivija
Endivija  (zimska vodopija, vrtna žutenica, žutenica vrtlena, utinica pitoma, vrtna žutinica, latinski:  Cichorium endivia) vrsta je povrća koja pripada porodici Asteraceae. 

## Opis biljke
Krecuša (ponekad i zimska salata) kako je još nazivaju, smatra se vrstom zelene salate iako dolazi iz porodice cikorija i u bliskom je srodstvu s cikorijom. Endivija je jednogodišnja biljka koja raste u obliku glave, sa širokim listovima koji rastu iz središta u obliku rozete. Postoje dvije inačice endivije, var. Latifolia i var. Crispa. Prva varijanta ima šire i manje nazubljene listove koji su i svjetlijih zelenih boja. Druga varijanta se često naziva francuskim imenom frisée. 
Endivija je bogata folatima i vitaminima A i K, a također i vlaknima koji su bitni za probavu. Osim toga, sadrži i glikozide koji joj daju gorak okus. Endivija dobro podnosi niske temeprature, te se kod nas uzgaja kao jesenje i zimsko povrće. Traži dosta vlage i vode, te veću količinu gnjojiva. Ima i ljekovita svojstva; inulin kojeg sadrži djeluje diuretički, pospješuje apetit i potiče izlučivanje mokraće.
Postoje 3 teorije o podrijetlu endivije:
- potječe iz južne Azije i sjeverne Kine
- potječe s istočnog Mediterana i križanac je cikorije i divljeg oblika male cikorije (lat. Cichorium pumilum)
- da je nastala od male cikorije, te da joj je identična iako se trenutno smatraju za dvije odvojene biljne vrste

Kod nas se najčešće uzgaja var. Latifolia i to sljedeće inačice:
- Dječja glava (bubikopf)
- Dalmatinska kapica
- Eskariol žuta
- Eskariol zelena
- Zelena Fjorentinka
- Zimska kraljica